# Ruth Frenk
Ruth Frenk (* 20. März 1946 in Rotterdam) ist eine Lied- und Konzertsängerin in der Stimmlage Mezzosopran.

## Wirken
Ruth Frenk, gebürtige Niederländerin, ist Gesangspädagogin und Konzertsängerin (Mezzosopran). Sie studierte an den Universitäten Amsterdam und Genf; in New York schloss sie ihr Gesangsstudium an der Manhattan School of Music erfolgreich ab.
Nach ihrem Gesangsstudium war sie als Lied- und Konzertsängerin vor allem in den USA, Kanada und Israel tätig. Nachdem die Künstlerin, die seit 1974 in Konstanz lebt, nach Europa zurückgekehrt war, nahm sie weiteren Gesangsunterricht u. a. bei Else Seyfert und Erika Köth. Es folgten Konzertauftritte in der Schweiz, Deutschland, Italien und den Niederlanden.
Ruth Frenk widmet sich mit besonderem Interesse den Liedern des Jüdischen Volkes sowie der Vokalmusik aus dem KZ Theresienstadt. Dazu gehören jüdische Komponisten wie Karel Berman, Hans Krása, Pavel Haas und Viktor Ullmann. Sie reist als Referentin zum Thema Jüdische Musik.
Frenk ist als Gesangspädagogin und Stimmbildnerin international tätig. Sie hat Meisterklassen und Vorträge u. a. in Salzburg, Israel und Riga gegeben. Von 2006 bis 2013 war sie Mitglied im Vorstand des Bundesverbandes Deutscher Gesangspädagogen und ist seit 1992 Vorsitzende der Deutsch-Israelischen Gesellschaft e. V. Arbeitsgemeinschaft Bodensee-Region sowie Vorstandsmitglied der Gesellschaft für Christlich-Jüdische Zusammenarbeit e. V. Konstanz.
Sie publizierte im Herbst 2022 ihre Memoiren „Bei uns war alles ganz normal“ und macht seither Lesungen in ganz Deutschland, oft auch in Schulen.
Am 20. Dezember 2018 verlieh die Stadt Konstanz Ruth Frenk für herausragendes Wirken und ihre Verdienste die Ehrennadel der Stadt Konstanz.
Am 8. Dezember 2023 bekam Ruth Frenk das Bundesverdienstkreuz für ihre ehrenamtliche Arbeit.

## Emma Kann
Rurh Frenk ist die Nichte der von den Nazis ins Exil getriebenen Lyrikerin Emma Kann, deren Zeile Fremd bin ich den Menschen dort … aus dem Gedicht Heimatlos 2012 der Titel einer Ausstellung war, die das Deutsche Exilarchiv anlässlich des 100-jährigen Jubiläums der Deutschen Nationalbibliothek zeigte. Unter dem Titel Heimatlos – Leben und Werk der Lyrikerin Emma Kann gestaltet Ruth Frenk seit 2024 ein eigenes Vortragsprogramm mit Gedichten und Texten ihrer Tante.

## Publikationen

### Tonträger
- Jewish Songs
- Der letzte Schmetterling

### Bücher
- Bei uns war alles ganz normal. Memoiren einer niederländisch-jüdischen Sängerin in Deutschland. Hartung-Gorre, Konstanz 2022, ISBN 978-3-86628-762-4.